# نيكول فوجيتا
نيكول فوجيتا (باليابانية: 藤田ニコル؛ بالكانا: ふじた にこる) هي تارينتو وعارضة يابانية، ولدت في 20 فبراير 1998 في Milford, New Zealand ‏ في نيوزيلندا.

## وصلات خارجية
- الموقع الرسمي
- نيكول فوجيتا على موقع IMDb (الإنجليزية)
- نيكول فوجيتا على موقع ميوزك برينز (الإنجليزية)